# قائمة منتخبات كرة القدم النسائية
هذه قائمة كاملة للفرق الوطنية لكرة القدم النسائية، مرتبة أبجديًا ضمن اتحاداتها.
أعضاء الاتحادات القارية التابعة للفيفا
يحتوي هذا القسم على القائمة الحالية:
- 211 فريق كرة قدم وطني للسيدات تابع للاتحاد الدولي لكرة القدم (فيفا)، من خلال اتحاداتهم الوطنية لكرة القدم.
- 11 فريقًا وطنيًا لكرة القدم للسيدات لديهم عضوية في أحد الاتحادات القارية التابعة للاتحاد الدولي لكرة القدم، لكنهم ليسوا أعضاء في الاتحاد الدولي لكرة القدم.[1]

يحق لأعضاء الاتحاد الدولي لكرة القدم (فيفا) المشاركة في بطولة كأس العالم للسيدات FIFA، وتُعتبر المباريات بينهم مباريات دولية رسمية. استناداً إلى نتائج مبارياتها على مدى السنوات الأربع السابقة، تقوم تصنيفات الفيفا العالمية للسيدات، التي تنشرها الفيفا شهرياً، بمقارنة القوة النسبية للفرق الوطنية.
تتنافس بعض الفرق الوطنية الأعضاء في اتحاد قاري ولكنها ليست أعضاء في الاتحاد الدولي لكرة القدم (فيفا) في بطولات على مستوى الاتحاد وبطولات دون إقليمية. لكن هذه الفرق غير مسموح لها بالمشاركة في كأس العالم.
الاتحادات الستة هي:
- آسيا - الاتحاد الآسيوي لكرة القدم (AFC)[ا]
- أفريقيا - الاتحاد الأفريقي لكرة القدم (CAF)
- أمريكا الشمالية والوسطى ومنطقة البحر الكاريبي - اتحاد أمريكا الشمالية والوسطى ومنطقة البحر الكاريبي لكرة القدم (CONCACAF)
- أمريكا الجنوبية – اتحاد أمريكا الجنوبية لكرة القدم (CONMEBOL)
- أوقيانوسيا - اتحاد أوقيانوسيا لكرة القدم (OFC)
- أوروبا - الاتحاد الأوروبي لكرة القدم (UEFA)

تنظم الفيفا بطولة كأس العالم للسيدات كبطولة للفرق الوطنية من أجل العثور على بطل العالم. كما يقوم كل اتحاد بإدارة بطولته الخاصة لاختيار أفضل فريق من بين أعضائه:
- كأس آسيا للسيدات – AFC
- كأس الأمم الأفريقية للسيدات
- بطولة الكونكاكاف للسيدات
- كونميبول – كوبا أمريكا للسيدات
- كأس الأمم الأوقية للسيدات
- الاتحاد الأوروبي لكرة القدم – بطولة أوروبا للسيدات

الاتحاد الآسيوي لكرة القدم (آسيا)
بسبب الحجم الجغرافي لقارة آسيا، ينقسم الاتحاد الآسيوي لكرة القدم إلى خمسة اتحادات فرعية:
- اتحاد غرب آسيا لكرة القدم (WAFF) – يمثل البلدان الواقعة في أقصى غرب القارة، باستثناء إسرائيل.
- اتحاد شرق آسيا لكرة القدم (EAFF) – يمثل الدول في شرق آسيا، بالإضافة إلى غوام وجزر ماريانا الشمالية.
- اتحاد آسيا الوسطى لكرة القدم (CAFA) - يمثل بلدان آسيا الوسطى، بما في ذلك أفغانستان وإيران وروسيا ومعظم دول آسيا الوسطى السوفيتية ، باستثناء كازاخستان.
- اتحاد جنوب آسيا لكرة القدم (SAFF) – يمثل البلدان في جنوب آسيا.
- اتحاد كرة القدم في رابطة دول جنوب شرق آسيا (AFF) – يمثل البلدان في جنوب شرق آسيا، بالإضافة إلى أسترالي
- كانت الهيئة الحاكمة الوطنية عضوًا سابقًا في OFC (1966-2006)
- الهيئة الحاكمة الوطنية هي عضو في UAFA

1. الاسم الرسمي المستخدم من قبل الاتحاد الدولي لكرة القدم (FIFA) والاتحاد الآسيوي لكرة القدم لجمهورية الصين الشعبية
2. الاسم الرسمي المستخدم من قبل الاتحاد الدولي لكرة القدم والاتحاد الآسيوي لكرة القدم لجمهورية الصين (تايوان)؛ كانت الهيئة الحاكمة الوطنية عضوًا في اتحاد أوقيانوسيا لكرة القدم من عام 1975 إلى عام 1989
3. الاسم الرسمي المستخدم من قبل الاتحاد الدولي لكرة القدم (فيفا) والاتحاد الآسيوي لكرة القدم للجمهورية الإسلامية الإيرانية
4. الاسم الرسمي الذي يستخدمه الاتحاد الدولي لكرة القدم (فيفا) لجمهورية كوريا الشعبية الديمقراطية؛ والاسم الرسمي الذي يستخدمه الاتحاد الآسيوي لكرة القدم هو كوريا الشمالية
5. الاسم الرسمي المستخدم من قبل الاتحاد الدولي لكرة القدم والاتحاد الآسيوي لكرة القدم لجمهورية كوريا
6. الاسم الرسمي المستخدم من قبل الاتحاد الدولي لكرة القدم والاتحاد الآسيوي لكرة القدم لقيرغيزستان
7. الهيئة الحاكمة الوطنية هي عضو كامل العضوية في الاتحاد الآسيوي لكرة القدم ولكنها ليست عضوًا في الاتحاد الدولي لكرة القدم (FIFA)
8. كانت الهيئة الحاكمة الوطنية عضوًا سابقًا في OFC (2005-2009)
9. الاسم الرسمي المستخدم من قبل الاتحاد الدولي لكرة القدم والاتحاد الآسيوي لكرة القدم للمنتخب الوطني الذي يمثل الأراضي الفلسطينية.

### الاتحاد الأفريقي لكرة القدم (أفريقيا)
بسبب الحجم الجغرافي لأفريقيا، ينقسم الاتحاد الأفريقي لكرة القدم إلى خمسة اتحادات إقليمية:
- مجلس اتحادات كرة القدم في شرق ووسط أفريقيا (CECAFA) – يمثل الدول التي يُنظر إليها عمومًا على أنها تشكل مناطق شرق أفريقيا وبعض دول وسط أفريقيا.
- مجلس اتحادات كرة القدم في جنوب أفريقيا (COSAFA) – يمثل الدول التي يُنظر إليها عمومًا على أنها تشكل جنوب أفريقيا، بالإضافة إلى الدول الجزرية قبالة سواحل جنوب أفريقيا.
- اتحاد غرب أفريقيا لكرة القدم/اتحاد غرب أفريقيا لكرة القدم (WAFU/UFOA) - يمثل دول غرب أفريقيا.
- اتحاد اتحادات شمال أفريقيا (UNAF) – يمثل الدول التي تعتبر بمثابة تشكل شمال أفريقيا.
- اتحاد اتحادات كرة القدم في أفريقيا الوسطى (UNIFFAC) -

يمثل بعض الدول التي تشكل وسط أفريقياالهيئة الحاكمة الوطنية هي عضو في UAFAالاسم الرسمي الذي يستخدمه الاتحاد الدولي لكرة القدم (فيفا) لجمهورية الكونغو الديمقراطية ؛ والاسم الرسمي الذي يستخدمه الاتحاد الأفريقي لكرة القدم هو جمهورية الكونغو الديمقراطيةالهيئة الحاكمة الوطنية هي عضو مشارك في الاتحاد الأفريقي لكرة القدم ولكنها ليست عضوًا في الاتحاد الدولي لكرة القدمكان المجلس الوطني الحاكم عضوًا كامل العضوية في الاتحاد الأفريقي لكرة القدم لفترة وجيزة خلال عام 2017
الهيئة الحاكمة الوطنية هي عضو في ConIFA. كان في السابق عضوًا في مجلس إدارة NF.

### اتحادأمريكاالشماليةوالوسطى ومنطقةالبحر الكاريبي(CONCACAF)
ينقسم اتحاد الكونكاكاف إلى ثلاثة اتحادات إقليمية تتحمل مسؤولية جزء من المنطقة الجغرافية للمنطقة:
- اتحاد كرة القدم الكاريبي (CFU) – يمثل جميع الدول الـ 27 في منطقة البحر الكاريبي، بالإضافة إلى برمودا وثلاث دول في أمريكا الجنوبية.[ب]
- اتحاد أمريكا الشمالية لكرة القدم (NAFU) – يمثل البلدان الثلاثة في أمريكا الشمالية (باستثناء أمريكا الوسطى).
- Union Centroamericana de Fútbol (UNCAF) – يمثل الدول السبع في أمريكا الوسطى.

الهيئة الحاكمة الوطنية هي عضو كامل العضوية في اتحاد أمريكا الشمالية والوسطى والكاريبي لكرة القدم ولكنها ليست عضوًا في الاتحاد الدولي لكرة القدم (فيفا).
1. الاسم الرسمي الذي يستخدمه الاتحاد الدولي لكرة القدم (فيفا) لنيوزيلندا ؛ والاسم الرسمي الذي يستخدمه اتحاد أوقيانوسيا لكرة القدم هو نيوزيلندا
2. كانت الهيئة الحاكمة الوطنية عضوًا سابقًا في الاتحاد الآسيوي لكرة القدم (1964-1966)
3. الهيئة الحاكمة الوطنية هي عضو مشارك في OFC ولكنها ليست عضوًا في FIFA
4. الهيئة الحاكمة الوطنية هي عضو في ConIFA
5. الاتحاد الأوروبي لكرة القدم ( أوروبا)

كانت الهيئة الحاكمة الوطنية عضوًا سابقًا في الاتحاد الآسيوي لكرة القدم (1954-1974)؛ وانضمت إلى الاتحاد الأوروبي لكرة القدم في عام 1994
كانت الهيئة الحاكمة الوطنية عضوًا سابقًا في الاتحاد الآسيوي لكرة القدم (1993-2002)
أوقف الفريق حاليًا عن المشاركة في مسابقات الاتحاد الدولي لكرة القدم والاتحاد الأوروبي لكرة القدم ردًا على غزو روسيا لأوكرانيا في عام 2022